# Castello Borgia
Castello Borgia (také Hrad Borgia nebo Rocca di Nepi) je renesanční hrad ze 16. století nacházející se v Nepi v provincii Viterbo v Itálii, původně upravený pro Lucrezii Borgiu. Hrad se vyznačuje velkým čtvercovým nádvořím obklopeným zdmi ze všech stran a kruhovými věžemi na každém rohu.

## Historie
Hrad byl původně postaven ve 12. století. V 15. století jej rozšířil kardinál Rodrigo Borgia (pozdější papež Alexandr VI.) a daroval ho své dceři Lucrezii. V té době byl Borgia guvernérem Nepi. Hrad byl dále renovován rodem Farnese během 16. století.
V roce 1798 byl hrad poškozen Francouzi a poté chátral.
V roce 1819 se hrad stal předmětem skici, kterou vytvořil cestující malíř J. M. W. Turner. Tato skica je nyní součástí stálé sbírky galerie Tate Britain.